# Stenoonops
Stenoonops là một chi nhện trong họ Oonopidae.